# 蕗沢紀志夫
蕗沢 紀志夫（ふきざわ きしお、1901年 - 1981年）は、日本の応用化学者、翻訳家。出生名は、蕗沢喜芳（ふきざわ のぶよし）。同じ翻訳家の蕗沢忠枝は、紀志夫の妻にあたる。

## 来歴
長野県東筑摩郡芳川村野溝（現・松本市）出身。東京高等工業学校附設工業教員養成所・応用化学科を卒業した後、学校現場で理科・化学を教えるとともに、30代のころに高名な応用化学者たちとの共著書を著していることから、専門性に秀でた化学者であったとうかがえる。30代の終わりごろ、戦時中に『国策線上の理化教材』を著す中で「理化教育の国策化」を教育目標に掲げており、当時の皇国教育の立場に立っていた。敗戦後、民主教育の導入に伴う教師たちの思想的転向が一般的であった中で、蕗沢も例外でなかったと考えられる。
「蕗沢紀志夫」と改名してからの翻訳家活動は50代に始まっていて、前半生とは異なりまるで別人のようであるが、旧東京工業大学同窓生らで作る蔵前工業会の会員名簿に、蕗沢紀志夫の旧名「喜芳」が併記されていて、喜芳と紀志夫が同一人物であることがわかる。蕗沢紀志夫として手がけた翻訳は、内容においてアメリカ人女性の自立論、ナチスに迫害されたユダヤ人女性の記録のほか、小児マヒの少女の生涯などに渡っており、女性に対して視線が向けられたものが多い。

### 略歴
- 1921年（大正10年）3月 - 長野県師範学校・本科第一部卒業[7]（卒業後すぐに県下の小学校に勤務するが、まもなく上京して東京高等工業学校附設工業教員養成所に入る[8]）。満19歳 ※年齢は誕生月を7月と仮定した場合（以下同じ）。
- 1925年（大正14年）
  - 3月 - 東京高等工業学校附設工業教員養成所・応用化学科卒業[5]。満23歳。
  - 4月（推定） - 長野県松本高等女学校（現・長野県松本蟻ヶ崎高等学校）教諭となる[10][11]。満23歳。
- 1927年（昭和02年）5月 - 東京府立第一高等女学校（現・東京都立白鴎高等学校）教諭となる[12]（のちに同校教諭として『家庭洗濯と染色』を出版[13]）。満25歳。
- 1936年（昭和11年）10月 - 長男・喜志夫が誕生[6]。この時点までに、川崎忠枝と婚姻していたと考えられる。満35歳。
- 1937年（昭和12年）10月 - 東京府立第一高等女学校を離れ[14][15]、翌11月に東京府立高等家政女学校教諭[16]となる[8]。満36歳。
- 1938年（昭和13年）1月 - 当時は東京府立高等家政女学校（現・東京都立鷺宮高等学校）教諭[16]。満36歳。
- 1940年（昭和15年）5月 - 従六位に叙せられる[17]（当時は奏任官待遇〈高等官五等[18]〉にあった[8]）。満38歳。
- 1943年（昭和18年）7月 - 都制実施に伴う校名変更により、東京都立中野高等家政女学校教諭[19]。満42歳。
- 1944年（昭和19年）6月 - 千葉県立匝瑳（）中学校（現・千葉県立匝瑳高等学校）教諭となる[20][注釈 9]。満42歳。
- 1945年（昭和20年）10月 - 願いにより職を免ぜられる[21]。満44歳。
- 時期不詳[注釈 10] - ミネソタ大学で英文学を専攻[1]。
- 1948年（昭和23年）4月 - 新制高等学校が発足した当時、東京都立第十三高等学校（現・東京都立豊多摩高等学校[注釈 11]）定時制（阿佐ヶ谷分校）教諭に就任[注釈 12][22]。満46歳。
- 1950年（昭和25年） - この年を最後にして旧名の「蕗沢（蕗澤）喜芳」名義での著作活動（新刊発行）が終わる。満49歳。
- 1953年（昭和28年）11月 - 翻訳家「蕗沢紀志夫」として最初の作品『変えられた性』を出版。この時点までに、紀志夫と改名[注釈 5]。満52歳。
- 1963年（昭和38年）3月 - 3月末をもって都立豊多摩高等学校阿佐ヶ谷分校が廃止になるとともに、同校を離れる[22]。満61歳。
- 時期不詳 - 錦城高等学校（小平校）教職員[24]。
- 1965年（昭和40年） - この頃、日本大学芸術学部勤務[4][6][注釈 13]。満64歳。
- 1970年（昭和45年）10月 - 当時、日本大学芸術学部講師（一般教育〈化学〉担当）[29]。満69歳。

### 有効な生年の検討
次の複数の異なる生年または生年月日を記した資料が存するが、蕗沢本人名義で出版する著作物にある略歴の生年（1901年）が最も確かなものであると考えられる。
- 1901年とするもの - 《出典》本人名義の翻訳出版『第二の青春――中年男の反抗』にある訳者略歴[1]。
1901年生まれの場合、長野師範学校の卒業時年齢が19歳となり、卒業年齢として整合性が認められる。

- 1898年7月15日とするもの - 《出典》長野県人東京聯合会『大信濃』中、現代人物編の「蕗澤喜芳」評伝[8]
- 1903年7月15日とするもの - 《出典》『著作権台帳（第26版 本冊）』[3][注釈 2]（『文化人名録』では、昭和40年版〈第12版〉も日付はないものの「明治36年7月」と記載[26]。かつては昭和31年版〈第5版〉[30]まで「明治41年7月15日」と記載していたが、次の昭和32年版〈第6版〉[31]で「明治36年7月15日」と暦年を変更した。）。
- 1906年7月15日とするもの - 《出典》『信毎年鑑（1979年版）』[9]（かつては月日の限定はないが『1966年版』[25]で「明治31年」と記載していた）。
1906年7月生まれであれば、1921年3月長野師範学校卒業時の年齢が14歳になってしまい、不相当である。
- 1908年とするもの - 《出典》『国立国会図書館著者名典拠録』[32]（Web NDL Authorities[2]のデータもこれに倣う）。
  - 1908年7月27日とするもの - 《出典》『人事興信録（第23版 下）』[6]。

なお、それぞれ生年の記載が異なるにもかかわらず、誕生月を記す場合は7月となっている。

## 著書
中には、編集に携わったものを含む。

### 蕗沢（蕗澤）喜芳名義
- 近藤耕蔵（wikidata）（共著）『綱要家事化学』光風館書店、1929年11月。
- 五十嵐健治（共著）『家庭洗濯と染色――理論実際』宝文館、1930年11月。NDLJP:1208986/113。
- 内田壯（共著）『標準女子新化學』文修堂、1936年6月。
『標準女子新化學』は、当時の高等女学校・理科のための検定教科書として認められた[33]。
- 蕗澤喜芳 編『神代學園誌』東京府立第一高等女學校校友會、1937年10月。
- 『国策線上の理化教材――統制物資の解説』文修堂、1939年3月。NDLJP:1465489/60。[注釈 14]
- 『青少年の化学』（初版）山海堂、1950年9月。NDLJP:1622878/151。 再販発行、1951年5月

このほか、『女子教科 日常化學』（光文社、1931年）があった。また、『昭和家事教科書』（三省堂、初版1932年 - 修正7版1941年）の執筆者（のうちの1人）であるとされている。

## 翻訳

### 蕗澤喜芳名義
- アール・ギブソン（英語版）『發明物語』蕗澤喜芳（訳）、詩と歌謡の社、1943年9月。国立国会図書館サーチ：R100000136-I1130000796059481216。

### 蕗沢紀志夫名義
- ニールス・ホイエル（ドイツ語版）『変えられた性』同光社磯部書房、1953年11月。NDLJP:1691976/142。
英語版 Man into woman: an authentic record of a change of sex ; the true story of the miraculous transformation of the Danish painter Einar Wegener, H. J. Stenning（訳）, Dutton, (1933) からの翻訳と考えられる。
- マーガレット・ミードほか 著、蕗沢紀志夫 編『明日の女性論』同光社、1954年9月。NDLJP:3032412/135。
- リー・グラハム（Lee E. Graham）『あなたが女なら――幸福をつかむための女性心理の実際的研究』雄鶏社、1955年11月。NDLJP:2936387/152。
- E・バーグラー（英語版）『第二の青春――中年男の反抗』河出書房〈河出新書〉、1956年3月。NDLJP:2979513/110。
- カ・ツェトニック（135,633）『痛ましきダニエラ――ナチに虐げられたユダヤ娘の死の記録』河出書房、1956年10月。NDLJP:1662955/151。
  - （改題）カ・ツェトニック『ダニエラの日記』河出書房新社〈Kawade Paperbacks 68〉、1963年10月。NDLJP:1671737/154。
- ジェサミン・ウェスト（英語版）『友情ある説得』三笠書房、1956年12月。NDLJP:1694763/140。
- アマンダ・ヴェイル（英語版）『ちょっと愛して』東都書房、1958年3月。NDLJP:1695551/119。
- カルロ・マリア・フランツェロ（イタリア語版）『クレオパトラ』河出書房新社〈Kawade Paperbacks 75〉、1963年11月。NDLJP:2986418/137。
オリジナルの英語版 The Life and Times of Cleopatra, Alvin Redman Limited, (1958) からの翻訳。
- マリー・キリィレア（英語版）『カレン――小児マヒの少女をもつ家庭の明るい物語』学習研究社、1965年5月。NDLJP:1698237/128。
- マリー・キリィレア『その後のカレン――愛と光のなかに生きぬいた』学習研究社、1966年1月。NDLJP:1698238/184。
- マリリン・M・シーガル『太陽に向かって走れ――脳性マヒ児を育てた一家の愛の物語』日本文化科学社、1967年12月。NDLJP:2429680/124。
- ラン・バ『私はホー・チ・ミンの娘――なぜ父を憎み売春婦になったか』八雲井書店、1970年10月。国立国会図書館書誌ID:000001306863。
- カ・ツェトニック 135633『愛と虐殺』立風書房、1972年6月。NDLJP:12574965/153。
- マリー・キリィレア『立て走れカレン――小児マヒの少女の明るい物語』日本文化科学社、1977年2月。NDLJP:12610208/127。

このほか『文化人名録』によれば、パール・バック『女の館（上・下）』（文藝出版社、刊年不明）があったと推定される。